# 鹿畑町
鹿畑町（しかはたちょう）は、奈良県生駒市の町名。郵便番号630-0115。

## 地理
生駒市の東北部にあり、市の最東端に位置する。東に京都府精華町、北にかけて鹿ノ台、美鹿の台、北から西にかけ高山町、上町、南に奈良市と隣接する。
鹿畑町南部と奈良市の境は鋸の歯のように入り組んでいるが、古くから田畑が鹿畑村領、山林が二名村領（現在の奈良市）と分けられていたことによる。
また、淀川水系の山田川の上流域に位置し、その支流・北川が鹿畑町と京都府の境界となっている。そこに掛かる両国橋は海抜80mであり、山田川の浸食のため生駒市内で最も低い位置となっている。

## 歴史
「鹿畑」の地名は室町時代から見え、添下郡上鳥見荘に属していた。
江戸時代には村名として「鹿畑村」が記録され、「鹿ノ畑村」とも書いた。旗本の堀田氏（堀田一継とその子孫）が高山村東部とともに知行したが、『旧高旧領取調帳』では郡山藩領とされる。
天保年間（1831 - 1845年）末頃、不当な取立を行う村役人に対して、堀田氏領の鹿畑村の善三郎と高山村の三名が江戸の領主に駕籠訴を行い、要求を認められたという。

### 沿革
- 1889年（明治22年） - 高山村・上村・北田原村・南田原村と合併して北倭村が発足[7]。北倭村大字鹿畑となる[7]。
- 1957年（昭和32年） - 生駒町の大字となる[7]。
- 1971年（昭和46年） - 生駒市鹿畑町となる[7]。
- 1977年（昭和52年） - 鹿ノ台東1 - 3丁目、鹿ノ台南1 - 2丁目、鹿ノ台西1 - 3丁目、鹿ノ台北1 - 3丁目が分離[7]。
- 2006年（平成18年） - 美鹿の台が分離[15]。

## 世帯数と人口
2019年（令和元年）10月1日現在の世帯数と人口は以下の通りである。
| 町丁   | 世帯数  | 人口  |
| ------ | ------- | ----- |
| 鹿畑町 | 299世帯 | 795人 |

### 人口の変遷
国勢調査による人口の推移。
| 1995年（平成7年）  | 720人 | [ 16 ] |  |
| 2000年（平成12年） | 698人 | [ 17 ] |  |
| 2005年（平成17年） | 649人 | [ 18 ] |  |
| 2010年（平成22年） | 631人 | [ 19 ] |  |
| 2015年（平成27年） | 643人 | [ 20 ] |  |

### 世帯数の変遷
国勢調査による世帯数の推移。
| 1995年（平成7年）  | 224世帯 | [ 16 ] |  |
| 2000年（平成12年） | 203世帯 | [ 17 ] |  |
| 2005年（平成17年） | 192世帯 | [ 18 ] |  |
| 2010年（平成22年） | 188世帯 | [ 19 ] |  |
| 2015年（平成27年） | 210世帯 | [ 20 ] |  |

## 事業所
2016年（平成28年）現在の経済センサス調査による事業所数と従業員数は以下の通りである。
| 町丁   | 事業所数  | 従業員数 |
| ------ | --------- | -------- |
| 鹿畑町 | 117事業所 | 1414人   |

## 交通

### 鉄道
- 近鉄けいはんな線
  - 学研奈良登美ヶ丘駅（奈良市） - 奈良市と鹿畑町にまたがる。

### バス
- 奈良交通
  - 高の原高山線
  - 祝園登美ヶ丘線
  - 生駒イトーピア線

### 道路
- 国道163号

## 施設
- 善修寺[22]
- 素盞嗚神社[23]
- イオンモール奈良登美ヶ丘